# Coppa Italia 2003-2004 (rugby a 15)
La Coppa Italia 2003-04 fu la 16ª edizione della Coppa Italia di rugby a 15. Per esigenze di sponsorizzazione fu nota come Škodasuperb Cup 2003-04 grazie all'accordo commerciale siglato nel 2002 tra Lega Italiana Rugby d'Eccellenza, organizzatrice del torneo, e il marchio automobilistico Škoda.
Tenutasi con una fase iniziale a gironi (due da 5) con la formula dell'andata e ritorno, le squadre non poterono schierare per regolamento i giocatori internazionali; gli incontri d'andata furono così disputati a ridosso della Coppa del Mondo di rugby 2003, e quelli di ritorno durante il Sei Nazioni 2004.
Le semifinali, in gara unica, furono disputate in casa di ciascuna delle prime classificate di ogni girone; vide tali squadre incontrare la seconda classificata del girone opposto al proprio.
La finale fu disputata allo stadio Picchi di Jesolo (VE); inizialmente prevista per il 18 marzo 2004 fu rinviata per neve al 28 marzo successivo.
Le due finaliste furono Calvisano e Viadana, come l'anno precedente, ma a vincere fu Calvisano, che si aggiudicò così la sua prima Coppa Italia e, in assoluto, il suo primo trofeo ufficiale.

## Squadre partecipanti
| Girone A           | Girone B           |
| ------------------ | ------------------ |
| Benetton (Treviso) | Calvisano          |
| L’Aquila           | GRAN Parma         |
| Parma              | Leonessa (Brescia) |
| Petrarca (Padova)  | Rovigo             |
| Rugby Roma         | Viadana            |

## Fase a gironi

### Girone A
| 20-9-2003  | 1ª/6ª giornata        | 14-2-2004 |
| ---------- | --------------------- | --------- |
| 0-56       | Rugby Roma — Petrarca | 10-24     |
| 28-7       | Parma — L'Aquila      | 12-36     |
| Rip.       | Benetton              |           |
|            |                       |           |
| 11-10-2003 | 4ª/9ª giornata        | 6-3-2004  |
| 13-30      | L'Aquila — Petrarca   | 11-51     |
| 14-15      | Parma — Benetton      | 3-13      |
| Rip.       | Rugby Roma            |           |

| 27-9-2003  | 2ª/7ª giornata        | 21-2-2004 |
| ---------- | --------------------- | --------- |
| 42-7       | L'Aquila — Rugby Roma | 19-20     |
| 10-16      | Petrarca — Benetton   | 6-0       |
| Rip.       | Parma                 |           |
|            |                       |           |
| 18-10-2003 | 5ª/10ª giornata       | 13-3-2004 |
| 99-10      | Benetton — Rugby Roma | 32-34     |
| 25-38      | Petrarca — Parma      | 10-10     |
| Rip.       | L'Aquila              |           |

| 4-10-2003 | 3ª/8ª giornata      | 28-2-2004 |
| --------- | ------------------- | --------- |
| 71-12     | Benetton — L'Aquila | 13-12     |
| 0-61      | Rugby Roma — Parma  | 42-22     |
| Rip.      | Petrarca            |           |

#### Classifica
|  |    | Squadra    | G | V | N | P | PF  | PS  | P±   | B | Pt |
|  | -- | ---------- | - | - | - | - | --- | --- | ---- | - | -- |
|  | 1. | Petrarca   | 8 | 5 | 1 | 2 | 212 | 98  | 114  | 3 | 25 |
|  | 2. | Benetton   | 8 | 6 | 0 | 2 | 259 | 101 | 158  | 0 | 24 |
|  | 3. | Parma      | 8 | 3 | 1 | 4 | 188 | 148 | 40   | 0 | 14 |
|  | 4. | Rugby Roma | 8 | 3 | 0 | 5 | 123 | 355 | −232 | 2 | 14 |
|  | 5. | L’Aquila   | 8 | 2 | 0 | 6 | 152 | 232 | −80  | 4 | 12 |

### Girone B
| 20-9-2003  | 1ª/6ª giornata       | 14-2-2004 |
| ---------- | -------------------- | --------- |
| 35-21      | Viadana — GRAN Parma | 35-28     |
| 47-26      | Calvisano — Rovigo   | 24-29     |
| Rip.       | Leonessa             |           |
|            |                      |           |
| 11-10-2003 | 4ª/9ª giornata       | 6-3-2004  |
| 17-29      | Rovigo — GRAN Parma  | 27-28     |
| 54-14      | Calvisano — Leonessa | 22-13     |
| Rip.       | Viadana              |           |

| 27-9-2003  | 2ª/7ª giornata         | 21-2-2004 |
| ---------- | ---------------------- | --------- |
| 18-36      | Rovigo — Viadana       | 12-39     |
| 40-7       | GRAN Parma — Leonessa  | 31-32     |
| Rip.       | Calvisano              |           |
|            |                        |           |
| 18-10-2003 | 5ª/10ª giornata        | 13-3-2004 |
| 15-51      | Leonessa — Viadana     | 23-36     |
| 29-28      | GRAN Parma — Calvisano | 17-17     |
| Rip.       | Rovigo                 |           |

| 4-10-2003 | 3ª/8ª giornata      | 28-2-2004 |
| --------- | ------------------- | --------- |
| 22-31     | Viadana — Calvisano | 13-37     |
| 20-19     | Leonessa — Rovigo   | 3-20      |
| Rip.      | GRAN Parma          |           |

#### Classifica
|  |    | Squadra    | G | V | N | P | PF  | PS  | P±   | B | Pt |
|  | -- | ---------- | - | - | - | - | --- | --- | ---- | - | -- |
|  | 1. | Viadana    | 8 | 6 | 0 | 2 | 267 | 185 | 82   | 6 | 30 |
|  | 2. | Calvisano  | 8 | 5 | 1 | 2 | 260 | 163 | 97   | 6 | 28 |
|  | 3. | GRAN Parma | 8 | 4 | 1 | 3 | 223 | 198 | 25   | 6 | 24 |
|  | 4. | Rovigo     | 8 | 2 | 0 | 6 | 168 | 227 | −59  | 2 | 10 |
|  | 5. | Leonessa   | 8 | 2 | 0 | 6 | 128 | 273 | −145 | 0 | 8  |

## Play-off
|  | Semifinali | Semifinali | Semifinali |         |           | Finale    | Finale | Finale |  |
|  |            |            |            |         |           |           |        |        |  |
|  | 1A         | Petrarca   | 20         |         |           |           |        |        |  |
|  | 1A         | Petrarca   | 20         |         |           |           |        |        |  |
|  | 2B         | Calvisano  | 30         |         |           |           |        |        |  |
|  | 2B         | Calvisano  | 30         |         | Calvisano | Calvisano | 21     |        |  |
|  |            |            |            |         | Calvisano | Calvisano | 21     |        |  |
|  |            |            | Viadana    | Viadana | 8         |           |        |        |  |
|  | 1B         | Viadana    | Viadana    | Viadana | 8         | 29        |        |        |  |
|  | 1B         | Viadana    |            |         |           |           |        |        |  |
|  | 2A         | Benetton   | 16         |         |           |           |        |        |  |

### Semifinali
| Arbitro: | Giulio De Santis (Roma) |

|                        |      |                          |
| Llanos 48’ Belloni 80’ | mt   | 8’, 60’ Vodo 76’ Raineri |
| Borsetto 48’, 80’      | tr   | 8’, 60’, 76’ Fraser      |
| Borsetto 51’, 63’      | c.p. | 26’, 31’, 63’ Fraser     |

| Arbitro: | Elio Peri (Brescia) |

|                                   |      |                    |
| Savi 14’ Avigni 31’ Danieli 80+6’ | mt   | 63’ Troncon        |
| Tonni 31’                         | tr   | 63’ Mason          |
| Steyn 7’ Tonni 25’ Feeney 52’     | c.p. | 3’, 10’, 28’ Mason |
| Feeney 74’                        | drop |                    |

### Finale
| Arbitro: | Alessandro Milan (Rovigo) |

| |              | |
| Vodo 6’ Zaffiri 43’ | mt           | 26’ Hayter |
| Fraser 6’ | tr           | |
| Fraser 47’, 65’, 78’ | c.p.         | 35’ Feeney |
| · Ravazzolo · Mulieri · Raineri · Zanoletti · Vodo · Fraser · 30’ Federzoni · 27’ Elisara · Gatto · Mayerhofler · Purll · Mastrodomenico · 41’ Bergamini · Intoppa · De Carli (c) | Formazioni   | · Zanchi · Dolcetto · Galatro 69’ · Ceppolino · Accorsi · Tonni 30’ · Crane · Hayter · Giacci 41’ · Avigni · Bowman · Bezzi · Porreca 63’ · Jiménez 19’-29’ · Savi (c) |
| · 27’ Zaffiri · 30’ Canavosio · 41’ Davo | Sostituzioni | · Feeney 30’ · L. Persico 41’ · Gazzola 63’ · Flisi 69’ |
| Gilbert Doucet | Allenatori   | Franco Bernini |